# Hainig
Der Hainig ist ein 417 m ü. NHN hoher Berg im Vogelsberg südöstlich von Lauterbach (Hessen). Im Südwesten befindet sich Schloss Eisenbach, im Süden Rudlos und im Osten Angersbach. Von allen genannten Orten führen sternförmig Wanderwege des Vogelsberger Höhen-Clubs auf den Hainig. Auf dem bewaldeten Berg steht der Hainigturm, ein Aussichtsturm, der eine umfassende Rundschau bietet.

## Quelle
- Hessisches Landesvermessungsamt: Topographische Freizeitkarte 1:50.000 Vogelsberg Wetterau, 2004